# Srodna duša
Srodna duša, ili duša blizanka (doslovan prijevod s latinskog izraza anima gemella, engleski: soulmate) je naziv kojim se označava osoba prema kojoj se osjeća duboki afinitet i ljubav, bilo intimne, seksualne, duhovne prirode, odnosno koja predstavlja ideal kompatibilnosti.